# Catherine-Dominique de Pérignon
Catherine-Dominique de Pérignon (Grenade-sur-Garonne, 31 maggio 1754 – Parigi, 25 dicembre 1818) è stato un generale francese. Fu uno dei generali più importanti del periodo rivoluzionario e Napoleone lo nominò Maresciallo dell'Impero. Dopo la Restaurazione, si schierò dalla parte dei Borbone, venendo radiato dalla lista dei marescialli.

## Biografia

### Primi anni
Pérignon nacque in una famiglia della piccola nobiltà nel paese di Grenade-sur-Garonne, nel dipartimento dell'Alta Garonna. Avendo già da ragazzo delle evidenti preferenze per la vita militare, la sua educazione in diritto gli permise di entrare nel battaglione della guarnigione di Lione come sottotenente nel 1782. L'anno seguente venne trasferito nel corpo reale di granatieri di Guyenne, dove divenne l'aiutante di campo del Conte di Pressaic. Per un breve periodo, ritornò alla vita civile, riprendendo il mestiere di giudice di pace nel cantone di Montech. Unitosi alla Rivoluzione francese, nel 1791 fu appuntato a deputato dell'Assemblea nazionale per il dipartimento dell'Alta Garonna. Disgustato dalla vita politica dell'epoca, l'anno seguente tornò tra le file dell'esercito, nell'Armata dei Pirenei orientali, con il grado di tenente colonnello.

### Le guerre rivoluzionarie
Il suo talento gli permise di scalare rapidamente le gerarchie dell'esercito. Allo scoppio della guerra della Prima coalizione, fu schierato sul fronte spagnolo. Il 17 luglio il suo contributo si rivelò fondamentale per la vittoria a Thuir e Mas de Serre e fu promosso a chef de brigade due settimane dopo. Anche per via dei suoi trascorsi, nel settembre dello stesso anno fu eletto come rappresentante del popolo nell'Armata dei Pirenei orientali, venendo provvisoriamente promosso a generale di brigata. Il 7 dicembre tale grado venne confermato e due settimane dopo, il 23 dicembre, venne temporaneamente promosso a generale di divisione, promozione confermata successivamente il 13 gennaio 1794.
Nel 1794 iniziò ad ottenere i primi importanti successi militari: partecipò alla cattura del campo di Boulou a maggio e nemmeno una settimana dopo mise sotto assedio Bellegarde per la seconda volta. Combatté nella battaglia di La Jonquera e partecipò alla battaglia della Sierra Nera, dove succedette al generale Dugommier, caduto in battaglia, come comandante dell'Armata dei Pirenei Orientali. Il 27 novembre servì al monte Escola e a Figueras, dove prese le ridotte spagnole con un attacco alla baionetta. Ottenne poi un altro successo concludendo l'assedio di Roses nel 1795. Dopo un risultato negativo a Bàscara, il governo lo rimpiazzò con il generale Schérer ma di lì a breve la pace tra i due Paesi fu firmata ed egli venne inviato come ambasciatore a Madrid. Ebbe un ruolo centrale nella negoziazione del trattato di San Ildefonso nel 1796, che sancì l'alleanza franco-spagnola contro la Gran Bretagna e la cessione della Louisiana ai repubblicani. In tutto ciò, ebbe una breve parentesi al comando dell'Armata delle coste di Cherbourg e venne contemporaneamente eletto al Consiglio dei Cinquecento.
Tornato in Francia, non ebbe alcun incarico ufficiale sino al 1798, quando venne affidato lui il comando delle truppe dell'Armata d'Italia in Liguria. Dopo lo scoppio della guerra, il generale Joubert affidò a lui il comando dell'ala sinistra del suo esercito a Novi: assieme ai suoi due sottoposti, il generale Grouchy ed il generale Lemoine, difese strenuamente il villaggio di Pasturana dagli assalti degli austro-russi per ore. Ad ogni modo la battaglia terminò in una bruciante sconfitta per i francesi e lo stesso Pérignon ne uscì con diverse ferite e infine venne catturato dai russi. Ritornò in Francia più di un anno dopo, verso la fine del 1800. Nel 1801 venne eletto come membro del senato e l'anno successivo, considerati i notevoli trascorsi sui Pirenei, venne inserito nella commissione che doveva stabilire il nuovo confine tra Spagna e Francia.

### L'Impero e la Restaurazione
Dopo la proclamazione dell'Impero, Pérignon fu nominato Maresciallo onorario nel 1804 ed in seguito ottenne sia il titolo di Conte dell'Impero sia il titolo di Grand Ufficiale e Grande Aquila della Legion d'Onore. Venne nominato governatore degli stati di Parma e Piacenza tra il 1806 ed il 1808, passando poi al regno di Napoli, in sostituzione del maresciallo Jourdan come comandante in capo delle truppe francesi nel regno. Nel momento in cui le intenzioni di Murat virarono dalla fedeltà a Napoleone verso la decisione di unirsi alla Sesta coalizione, Pérignon tentò di convincere il sovrano a ritornare sui suoi passi, fallendo. Di conseguenza, ritrovandosi in profondo disaccordo con il re di Napoli, abbandonò l'Italia per tornare in Francia.
Dopo la fine della guerra, si schierò tra i sostenitori della restaurazione, cosa che gli consentì di ottenere il titolo d Cavaliere dell'Ordine di San Luigi. Fu messo a capo della 10ª divisione militare a Tolosa e, di fronte alla notizia del ritorno di Bonaparte dall'isola d'Elba, elaborò un piano per bloccarlo. Non riuscendo a bloccare l'avanzata di Napoleone verso Parigi, si abbandonò il suo incarico e si ritirò nei suoi possedimenti a Montech. Per la sua opposizione, venne radiato dalla lista dei marescialli. Al secondo ritorno dei Borbone, la sua fedeltà alla monarchia venne premiata: elevato prima a Commendatore dell'Ordine di San Luigi nel 1816 e l'anno dopo a Cavaliere di Gran Croce; venne affidato lui il comando della 1ª divisione militare e fu nominato marchese di Grenade. Ritiratosi a vita privata, trascorse gli ultimi anni in relativa tranquillità e morì a Parigi nel 1818.

## Araldica
|  |

|  |